# Egestula pandora
Egestula pandora är en snäckart som beskrevs av Gardner 1967. Egestula pandora ingår i släktet Egestula och familjen Helicodiscidae. Inga underarter finns listade i Catalogue of Life.